# Hamngatan, Halmstad
Hamngatan är en gata i Halmstads historiska stadskärna, som sträcker sig på den västra stranden av Nissan mellan Österbro och Norre katts gränd. 
Under 1600-talet och fram till 1730-talet fanns en försvarsmur utefter Nissans västra strand. På 1840-talet rustades Halmstads hamn och stenskodda kajer anlades utmed Hamngatan, som därefter var det viktigaste hamnområdet under resten av 1800-talet. Hallands Ångbåtsaktiebolag bedrev från 1850.talet ångbåtstrafik utefter Västkusten och till Lübeck i Tyskland med kajplats utanför Hotell Svea.
Hamnen byggdes ånyo ut mot slutet av 1800-talet med nya kajer på östra stranden av Nissan mitt emot Hamngatan och vidare söderut utmed den nyuppförda Östra förstaden. Detta skedde i samband med att järnvägar anlagts till Halmstad från 1870-talet och industrispår anlagts mellan stationsområdet och Nissan.
I södra änden förkortades Hamngatan ett kvarter från Aschebergsgatan till Rådhusgatan genom anläggandet av Slottsbron 1956. Då revs Halmstads gamla rådhus från 1863, som ursprungligen också var Halmstads tullhus fram till 1911.
Mellan Kyrkogatan och Brogatan fanns tidigare en marknadsplats för fisk på Fiskhandelskajen.

## Byggnader i urval
- Halmstads gamla rådhus
- Hotell Svea, Hamngatan 3
- Spruthuset, förråd för brandsläckningsutrustning, uppförd 1794 (rivet), Hamngatan 11[1]
- Sparbankshuset, Kyrkogatan/Hamngatan 11
- AB J.B. Meijels tryckeri, Hamngatan 15, från 1926, rivet på 1960-talet för att medge infart till parkeringen för Domus-varuhuset[2]
- Brovakten 4, Hamngatan 21

## Bildgalleri

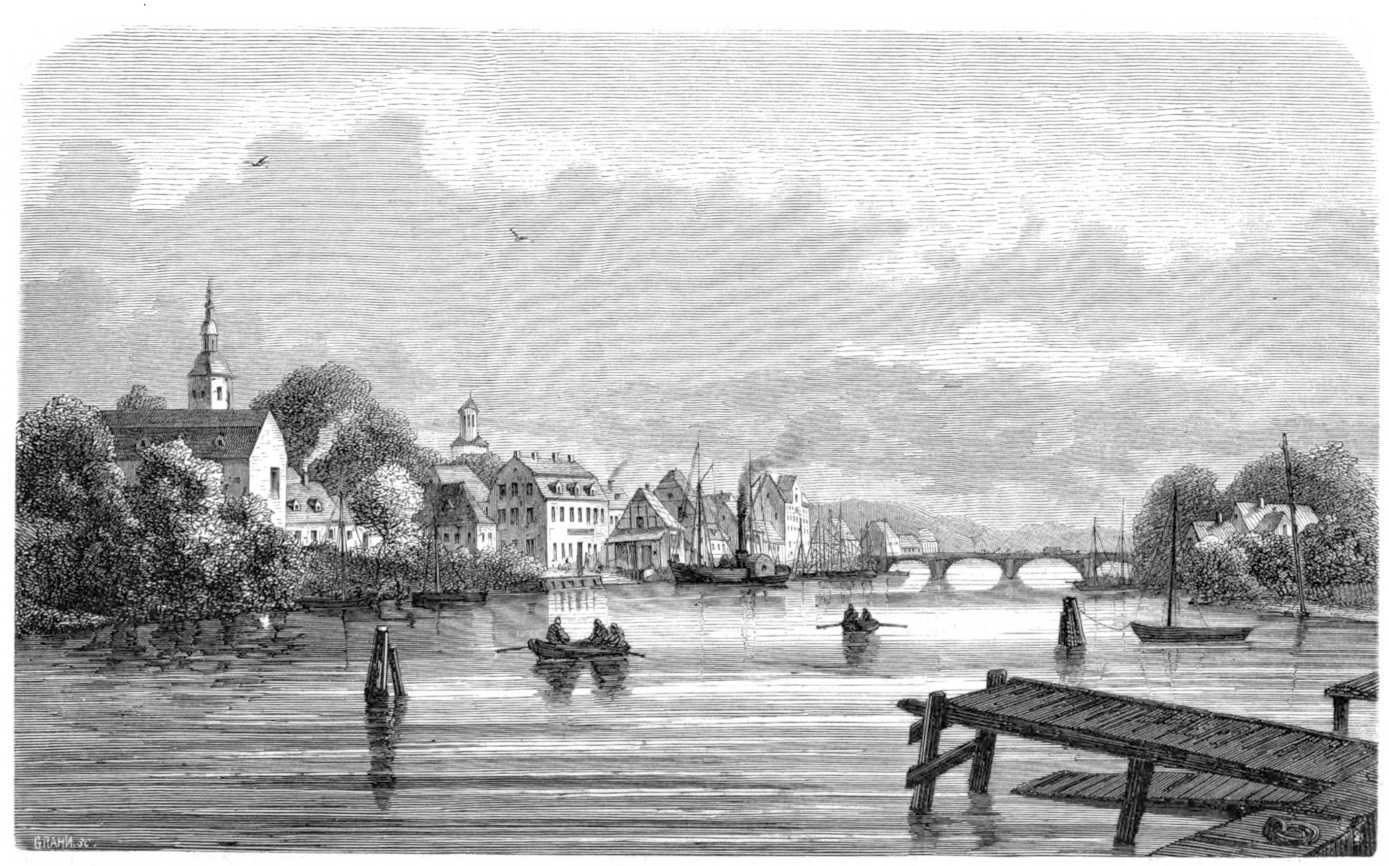
Den södra delen av Hamngatan och Halmstads hamn 1866 med roddbåtar som färjar passagerare över Nissan. I fonden Österbro. Xylografi från 1866.
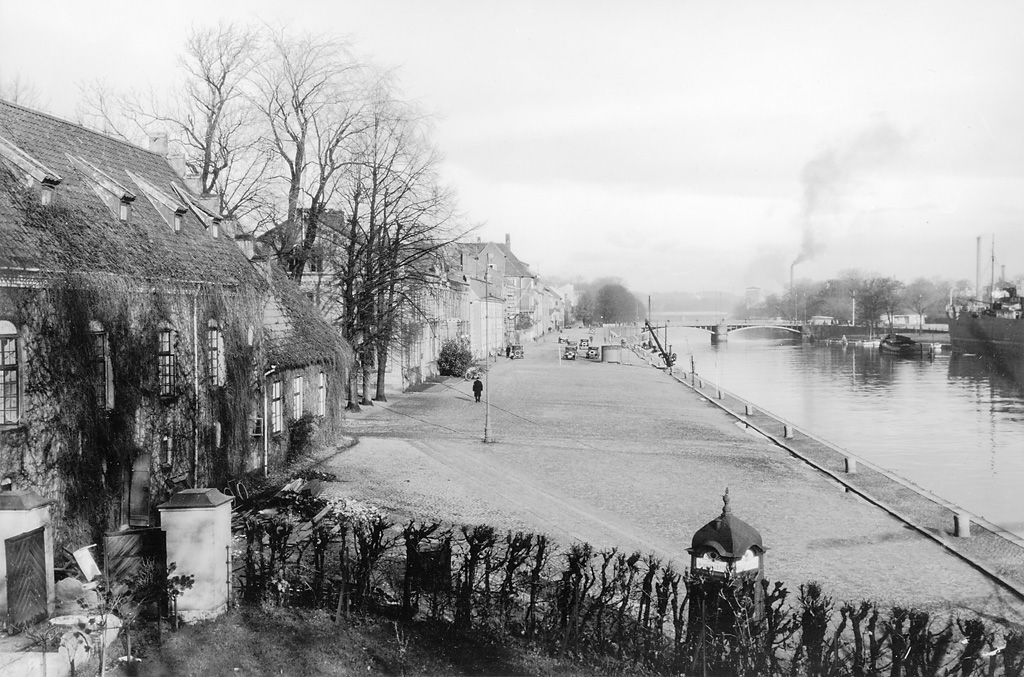
Hamngatans södra ände, 1920-tal
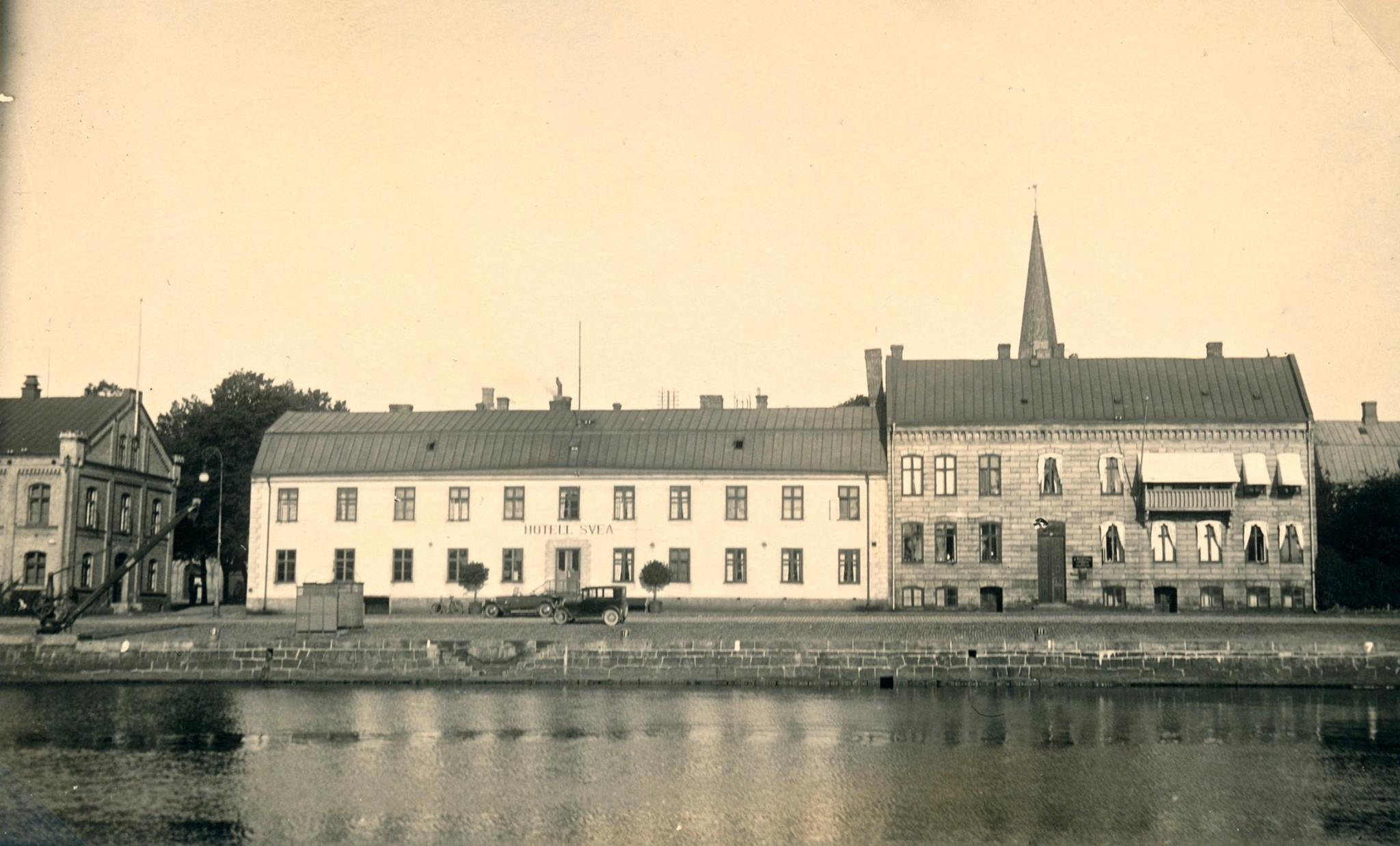
Hotell Svea och ångbåtskajen
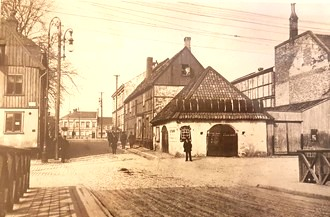
Spruthuset på Hamngatan 11, före 1912, då det revs
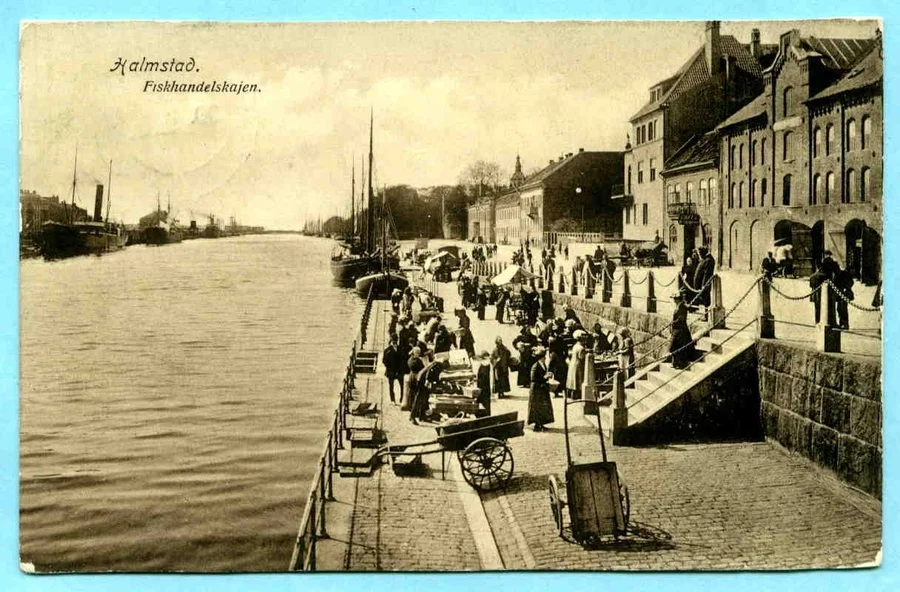
Fiskhandelskajen, troligen 1920-talet
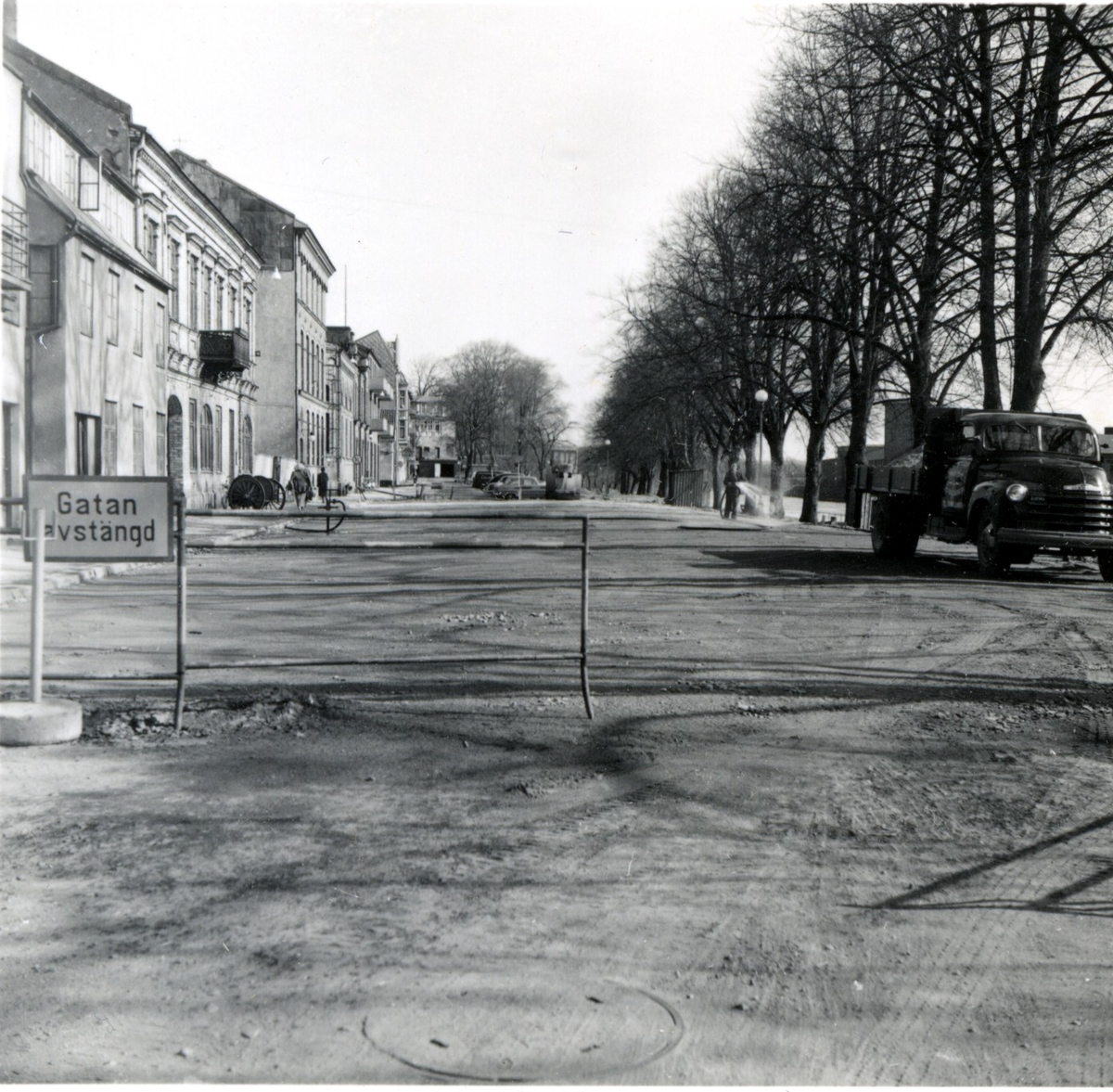
Södra delen av Hamngatan, troligen 1950-tal
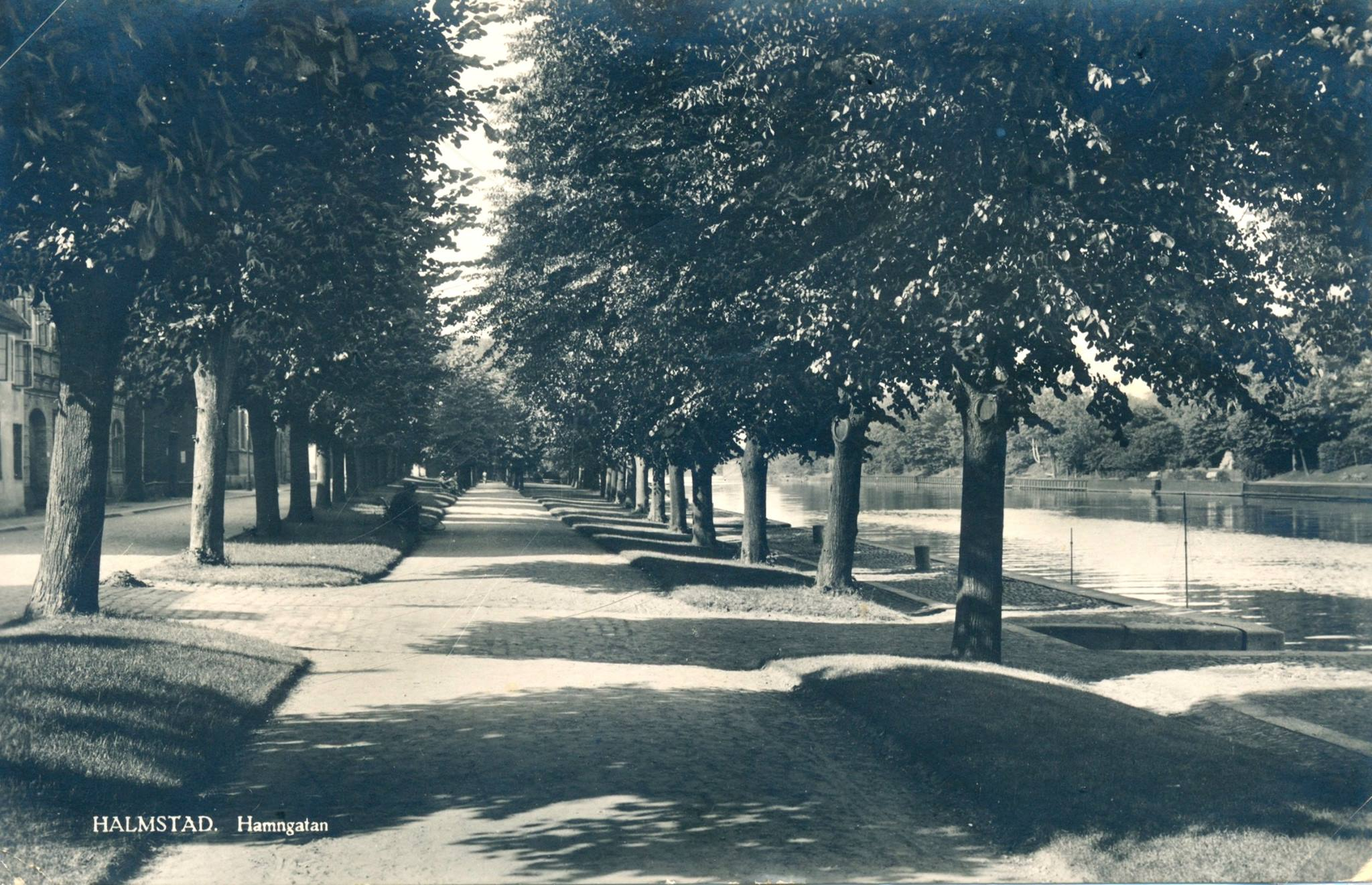
Allé, norra delen av Hamngatan